# Fixsenia thalia
Fixsenia thalia är en fjärilsart som beskrevs av John Henry Leech 1893. Fixsenia thalia ingår i släktet Fixsenia och familjen juvelvingar. Inga underarter finns listade i Catalogue of Life.